# Saxnot

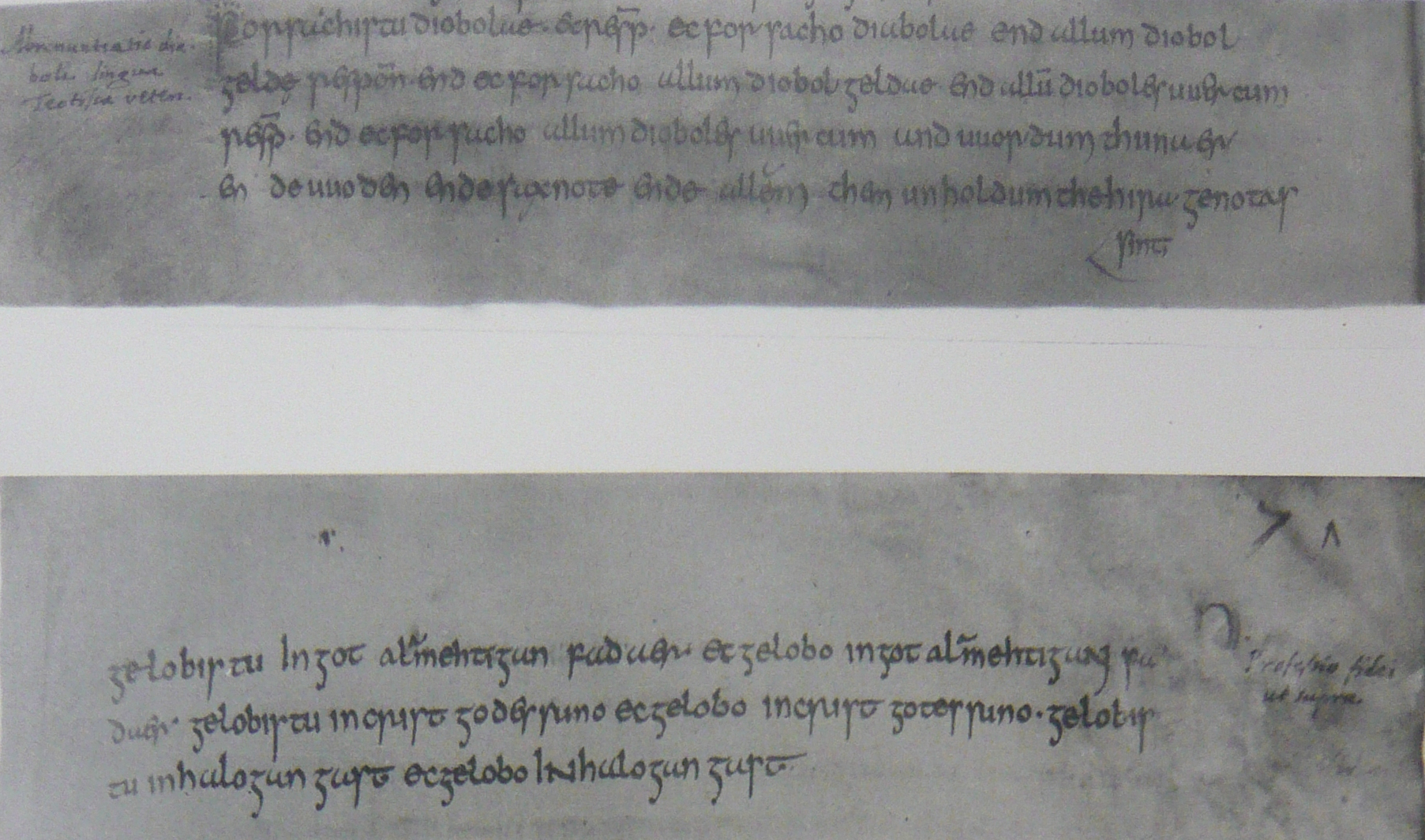
facsímil de: Johan H. Gallée (ed.), Monumentos en lengua sajona antigua, colección de facsímiles, Leiden 1895, n.º 11a

En la Mitología germana, Seaxnēat o Saxnōt es un dios de los sajones y, como se describe en fuentes anglosajonas, su fundador y principal ancestro. Algunas fuentes lo citan como hijo de Odín, hermano de Wehta, Casere, Weothulgeot, Wsegdseg y Basldseg, y también ancestro de la primesa casa real de Essex. Al contrario de otros dioses, su nombre no ha sobrevivido en ningún nombre de localidad, aunque el sufijo nēat de forma aislada podría tener algún referente. La existencia de Saxnot en el continente está justificado históricamente en el viejo juramento baptismal sajón, junto a dioses como Uuoden (Woden u Odín) y Thunaer (Thor). 
Según William Chaney, Saxnot se identificó como hijo de Woden y Frigg, y, más específicamente, idéntico al dios Tiwaz (Týr). Citando a Gabriel Turville-Petre y empleando una hipótesis trifuncional de Georges Dumézil, Rudolf Simek dice que es menos probable la identificación con Tiwaz/Týr que el dios Freyr.
En su obra Mitología Teutónica (Deutsche Mythologie, 1835), Jacob Grimm interpreta el nombre literalmente como gladii consors o ensifer (el sufijo cognitivo -not en alemán ge-noss «camarada»).

## Voto de bautismo sajón
Saxnot es mencionado en un voto de bautismo en sajón antiguo en el Codex Vaticano pal. 577 junto con Odín y Thor. El voto es del siglo VIII o IX y su fin era la cristianización de los paganos:
ec forsacho allum dioboles uuercum and uuordum, Thunaer ende Uuöden ende Saxnote ende allum them unholdum the hira genötas sint
La traducción sería:
Yo renuncio a todas las palabras y trabajos del diablo, Thunear, Woden y Saxnôt, y a todos esos demonios que son sus asociados.